# إنيو دي جيورجي
إنيو دي جيورجي (بالإيطالية: Ennio De Giorgi)‏ (8 فبراير 1928 - 25 أكتوبر 1996) عالم رياضيات إيطالي وعضوًا في بيت جيورجي، حيث عمل على المعادلات التفاضلية الجزئية وأسس الرياضيات.